# International Edvard Grieg Piano Competition
Die International Edvard Grieg Piano Competition ist ein nach Edvard Grieg benannter Klavierwettbewerb für Pianisten im Alter von 17 bis 33 Jahren, der alle zwei Jahre vom Edvard-Grieg-Museum Troldhaugen in Bergen (Norwegen) veranstaltet wird. Seit 2017 ist der Wettbewerb Mitglied des Weltverbandes der Internationalen Musikwettbewerbe.

## Geschichte
Der Musikwettbewerb Convours Grieg wurde im Jahr 2000 vom norwegischen Pianisten Einar Steen-Nøkleberg in Oslo gegründet und fand bis 2011 an der Norwegischen Musikakademie in Oslo statt. Er ist seit Mitglied der Alink-Argerich-Stiftung. Seit 2012 wird der Wettbewerb im Edvard-Grieg-Museum Troldhaugen in Bergen ausgetragen und in Internationaler Edvard Grieg Klavierwettbewerb (engl. International Edvard Grieg Piano Competition) umbenannt.
Seit 2014 ist die Stiftung Stiftelsen Kristian Gerhard Jebsen Hauptsponsor. 2020 wurde der Wettbewerb wegen der COVID-19-Pandemie erst auf 2021 verschoben und schließlich abgesagt.

## Preise
Als Preise sind Geldbeträge zwischen 1.000 € (Publikumspreis) und 30.000 € (erster Preis) ausgeschrieben. Neben dem zweiten (20.000 €) und dritten Preis (10.000 €) werden die beste Aufführung eines Werkes von Edvard Grieg und die beste Aufführung eines Werkes von Ørjan Matre ausgezeichnet, zudem gibt es Orchesterpreise und Halbfinalistenpreise.

## Preisträger
| Jahr | Austragung | Erster Preis                                      | Zweiter Preis              | Dritter Preis         | Publikumspreis    |
| ---- | ---------- | ------------------------------------------------- | -------------------------- | --------------------- | ----------------- |
| 2000 | 2.         | Eugene Mursky                                     |                            |                       |                   |
| 2001 | 3.         | Nana Mamajeva                                     |                            |                       |                   |
| 2002 | 4.         | Luiza Borac                                       |                            |                       |                   |
| 2003 | 5.         | Jae-Won Cheung                                    |                            |                       |                   |
| 2004 | 6.         | Hinrich Alpers, Tatiana Kolesova, Mayumi Sakamoto |                            |                       |                   |
| 2005 | 7.         | Mi-Jung Park                                      |                            |                       |                   |
| 2006 | 8.         | Hong-Bo Qua                                       |                            |                       |                   |
| 2007 | 9.         | Kristian Lindberg                                 |                            |                       |                   |
| 2008 | 10.        | Georgy Gromov                                     |                            |                       |                   |
| 2009 | 11.        | Annika Treutler                                   |                            |                       |                   |
| 2010 | 12.        | Ivan Lin                                          |                            |                       |                   |
| 2012 | 13.        | Sasha Grynyuk                                     | Anton Igubnov              | Mamikon Nakhapetov    | Anton Igubnov     |
| 2014 | 14.        | Joachim Carr                                      | Arseny Tarasevich-Nikolaev | Peter Friis Johansson | Joachim Carr      |
| 2016 | 15.        | Ah Ruem Ahn                                       | Zhenni Li                  | Ben Cruchle           | Ah Ruem Ahn       |
| 2018 | 16.        | Ryoma Takagi                                      | Matyáš Novák               | Alexey Trushechkin    | Ryoma Takagi      |
| 2022 | 17.        | Fuko Ishii                                        | Aleksandra Swigut          | Zifan Ye              | Aleksandra Swigut |